# Max von Stephanitz
Max von Stephanitz (Dresden, 30 de dezembro de 1864 — Dresden, 22 de abril de 1936) foi um oficial de cavalaria alemão, e idealizador da raça de cão pastor alemão.

## Início da carreira
Max von Stephanitz foi oficial de cavalaria e por um certo tempo serviu no Colégio Veterinário de Berlim. Lá adquiriu valiosos conhecimentos sobre biologia, anatomia e ciência do movimento, que aplicou posteriormente ao cruzamento de cães. Ele foi promovido a capitão em 1898 e, logo depois, pediu licença do serviço.

## Padronização do pastor alemão
Stephanitz adquiriu uma propriedade perto de Grafrath na década de 1890, começando lá a fazer experimentos com o cruzamento de cães. Ele usou várias das técnicas utilizadas por criadores ingleses de cães do período. Ele era primeiramente interessado em melhorar os cães pastores alemães porque eram comuns na região e utilizados no trabalho da época. Stephanitz gostava de ir a exibições de cães observar que existiam vários “tipos” de cães pastores em uso na Alemanha mas não uma padronização do cruzamento. Ele admirava muito os cães com aparência de lobo e orelhas pontudas que eram também inteligentes, tinha senso afiado e disposição para trabalhar. Ele acreditou que poderia criar um cão trabalhador melhor, que poderia ser usado por toda a Alemanha.
Ele adquiriu seu primeiro cão, Hektor Linkrshein, em 1899 e mudou seu nome para Horand von Grafrath. Horand foi usado como o primeiro esboço de cruzamento de Stephanitz e outros criadores e é a base da raça pastor alemão como se conhece. Stephanitz usou o conhecimento adquirido ao longo de seus anos de trabalho no Veterinary College e “... estabeleceu um “design principal” que gostaria que os criadores almejassem, com julgamento baseado em ângulo dos ossos, proporções e medidas”.

## Publicações
- Der deutsche Schäferhund in Wort und Bild. Verein für deutsche Schäferhunde, Munique 1901, online, (8., neubearbeitete Auflage. Kämpfe, Jena 1932).